# Walter Göttsch

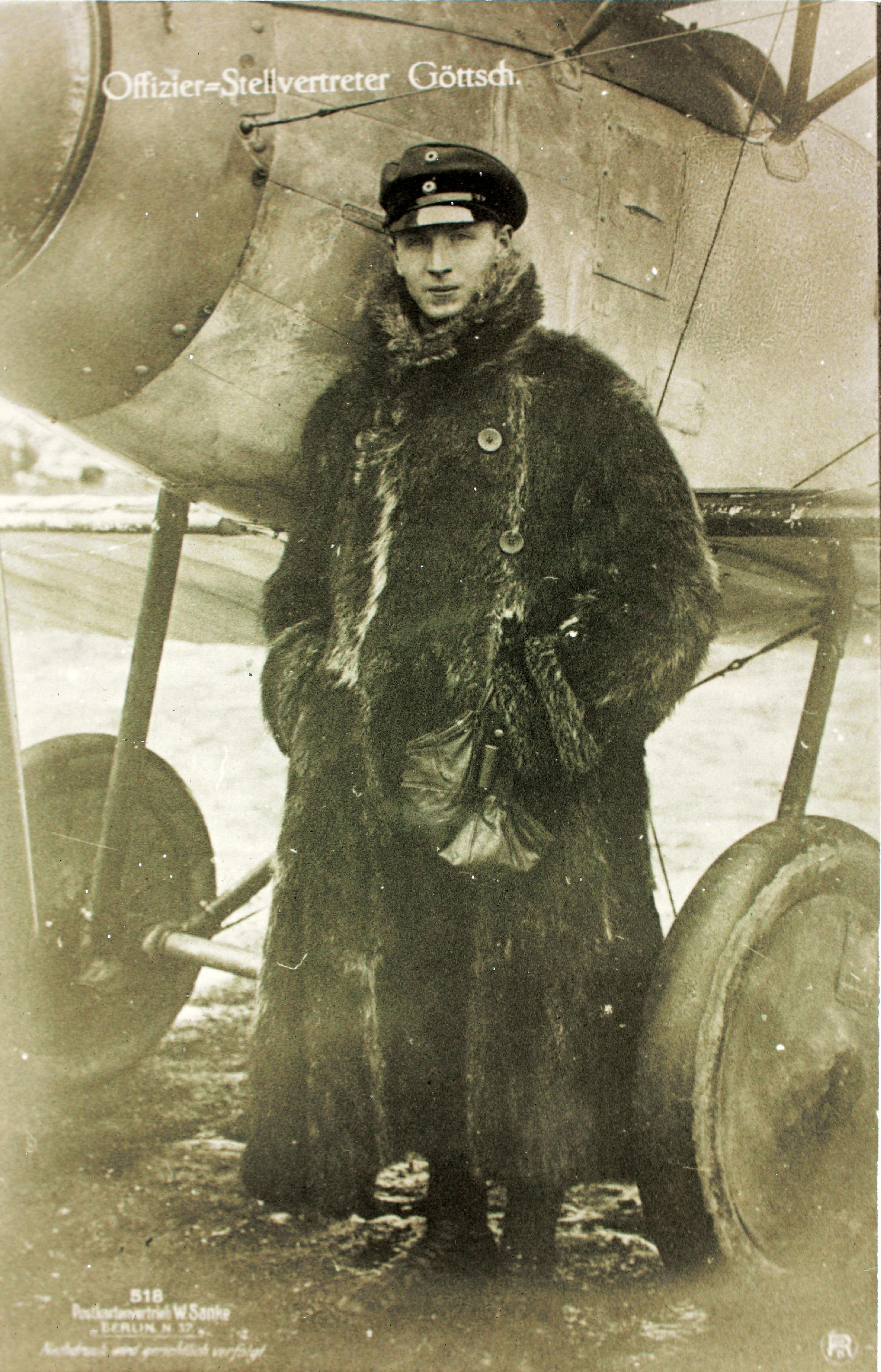
Walter Göttsch

Walter Göttsch (* 10. Juni 1896 in Altona; † 10. April 1918 bei Amiens in Frankreich) war ein Jagdflieger und Offizier der deutschen Fliegertruppe im Ersten Weltkrieg. 

## Leben
Göttsch meldete sich am 1. Juli 1915 als Kriegsfreiwilliger und trat 1916 in die Fliegertruppe über. Nach seiner Ausbildung kam er zunächst zur Fliegerabteilung 33 an die Westfront nach Flandern, meldete sich dann als Jagdflieger und wurde am 10. September 1916 zur Jagdstaffel Jasta 8 versetzt. Seinen ersten Luftsieg erzielte Göttsch am 4. November 1916 gegen einen belgischen Fesselballon über Oostvlederen.

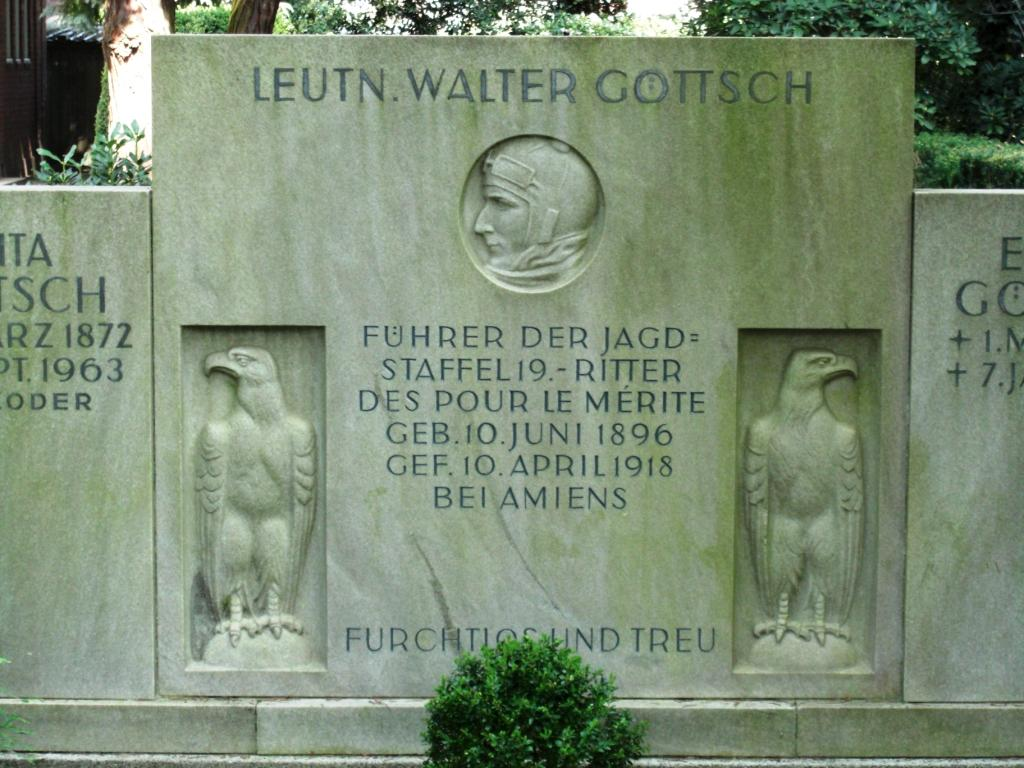
Grabstein von Walter Göttsch, Nienstedtener Friedhof in Hamburg

Seinen vierten Luftsieg errang Göttsch am 7. Januar 1917  über einen F.E.2d der 20. Squadron des RFC. Dessen Pilot Thomas Mottershead konnte das Flugzeug trotz schwerer Verbrennungen noch hinter den eigenen Linien zur Landung bringen, erlag aber seinen Verletzungen und erhielt postum das Victoria-Kreuz. Göttsch schoss am 1. Februar 1917 noch zwei weitere F.E.2d ab, wurde jedoch am 3. Februar bei Wervicq beim Angriff auf eine F.E.2d verwundet. 
Nach seiner Genesung kehrte er im April 1917 zur Jasta 8 zurück und erzielte sechs weitere Luftsiege, bis er am 29. Juni 1917 selbst durch eine F.E.2d abgeschossen wurde und notlanden musste. Am 25. September 1917 wurde Göttsch bei einem Luftkampf mit einem Bristol Fighter erneut verwundet. Kurz nach seiner Rückkehr zur Jagdstaffel erlitt er bei einem Luftkampf am 30. November 1917 wieder eine Verwundung. Im Januar 1918 kehrte Göttsch in die Truppe zurück und erhielt am 14. Februar 1918 vermutlich das Kommando über die Jasta 19. 
In seinem mit einem Hakenkreuz markierten Fokker Dreidecker errang er drei weitere Luftsiege. Während der deutschen Frühjahrsoffensive 1918 gelang ihm der letzte Luftsieg über einen R.E.8 bei Gentelles, ca. 10 km südöstlich Amiens. Göttsch stürzte ab, nachdem er selbst während des Abschusses vom MG-Feuer des feindlichen Beobachters tödlich getroffen wurde.
Walter Göttsch letzter Dienstgrad war Leutnant und er erzielte insgesamt 20 bestätigte Abschüsse. Er wurde auf dem Nienstedtener Friedhof in Hamburg bestattet. Das Grab befindet sich in der Nähe des Torhauses.

## Auszeichnungen
- Verwundetenabzeichen
- Eisernes Kreuz 2. Klasse
- Eisernes Kreuz 1. Klasse
- Königlicher Hausorden von Hohenzollern